# La Iberia
La Iberia va ser un diari espanyol de caràcter liberal que es va publicar entre 1854 i 1898, fundat per Pedro Calvo Asensio. Entre gener i setembre de 1868 va rebre el nom de La Nueva Iberia. amb Práxedes Mateo Sagasta com director.

## Història
La Iberia va ser creat a Madrid per Pedro Calvo Asensio el juny de 1854, expressió del seu desig de crear un nou periòdic polític de caràcter liberal i progressista a Espanya. El títol del diari corresponia a l'aspiració d'aconseguir la «unitat ibèrica», és a dir, la unió d'Espanya i Portugal.
Des de les seves pàgines es va donar suport a la revolució de 1854 i la figura de l'Espartero per dirigir el Govern mentre que s'atacava Leopoldo O'Donnell.
Era un diari matutí liberal que, juntament amb la seva atenció preferent a la política, destaca segons els autors per la rica i variada informació cultural, literària o científica que tots els dies oferia a les seves pàgines, i que distava molt de la proporcionada per altres periòdics madrilenys del seu temps. D'antuvi era matutí i d'aparició diària i després vespertí i publicat de dilluns a dissabte, en la redacció del qual van col·laborar escriptors de la talla de Juan de la Rosa, Concepción Arenal, Patricio de la Escosura o Gaspar Núñez de Arce, entre molts altres, i la principal etapa en què es desenvolupa va entre els anys 1860 i 1863, amb un equip ja consolidat, corresponsalies internacionals a Londres i París i una activitat que, com apunten els autors, la conduiria a liderar la premsa política i que en ferà la punta de llança d'iniciatives tan significatives per a la vida literària del segle xix com va ser la coronació del poeta Manuel José Quintana en 1855.
El 1863 és adquirit per Sagasta, juntament amb José Abascal, que ho dirigirà fins a juny de 1866, quan va aconseguir la seva màxima difusió i li va servir per criticar el govern i preparar la Revolució de 1868.